# Antons syndrom
Antons syndrom eller Anton-Babinskis syndrom innebär att en person är kortikalt blind, men inte förmår inse detta. Deras hjärnor fyller deras synfält med intryck som inte finns och visar inte de saker som faktiskt finns där. Person skapar sig en imaginär bild av omgivningen och när personen går in i saker skyller de exempelvis på dålig belysning, eller att bordet inte stod där igår osv. Ställer du frågan om färgen på din slips till någon med Antons syndrom kommer de kanske svara "Gul" fastän du inte alls har någon slips på dig. 
Syndromet är namngett efter Gabriel Anton och Joseph Babinski.